# Ditton Priors
Ditton Priors est une paroisse civile et un village du Shropshire, en Angleterre.